# Apollonia Pontica

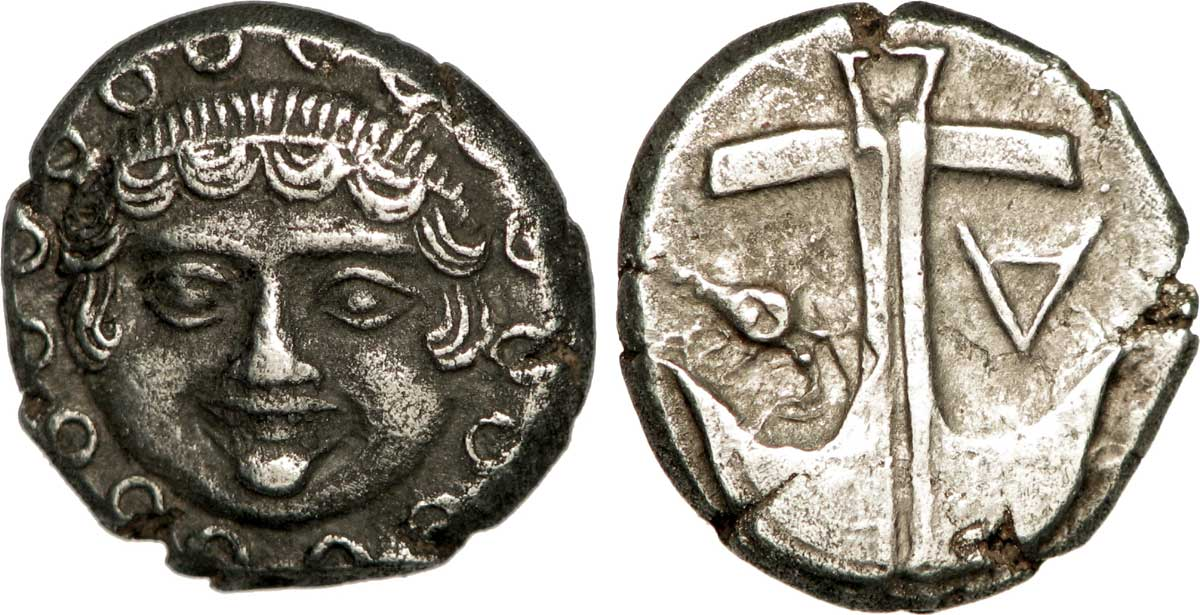
drahmă a coloniei Apollonia Pontica.
față: fața unei Meduse care scoate limba, înconjurată de șerpi;
spate: ancoră răsturnată, flancată de un rac în câmpul din dreapta.

Apollonia Pontica a fost o colonie milesiană fondată în anul 610 î.e.n. în Tracia (pe teritoriul Bulgariei de azi), port la Marea Neagră și important centru al lumii greco-romane. Situl său este ocupat de actualul Sozopol.